# Sandra Nieuwveen
Sandra Nieuwveen (Alkmaar, 28 juli 1969) is een voormalig Nederlands softballer en ondernemer.
Nieuwveen kwam uit voor het eerste damesteam van Terrasvogels uit Santpoort en was tevens international van het Nederlands damessoftbalteam. Ze nam met dit team deel aan de Olympische Spelen van 1996 in Atlanta als achtervanger. In 1996 won ze als Alkmaars sportvrouw van het jaar de W.P.J. Pannekeetprijs. Sinds 2006 is zij directeur van een Alkmaars evenementenbureau.
Madelon Beek · 
Petra Beek · 
Luciène Geels · 
Jacqueline de Heer · 
Marjolein de Jong · 
Jacqueline Knol · 
Anita Kossen · 
Anouk Mels · 
Sandra Nieuwveen · 
Penny le Noble · 
Corrine Ockhuijsen · 
Sonja Pannen · 
Marlies van der Putten · 
Gonny Reijnen · 
Martine Stiemer